# 雉鸡路站
雉鸡路站（丹麦语：Fasanvej Station）现在是哥本哈根地铁的一座地下车站，位于腓特烈斯贝，2003年10月12日启用。属于第2收费区。由哥本哈根地铁1号线和哥本哈根地铁2号线共同使用。2006年9月25日前称“索尔比约站”（丹麦语：Solbjerg Station）。 
| 上一站                  | 哥本哈根地铁 | 下一站                            |
| ----------------------- | ------------ | --------------------------------- |
| 林讷旺站 开往：万勒瑟站 | 1号线        | 腓特烈斯贝站 开往：西阿迈厄岛站   |
| 林讷旺站 开往：万勒瑟站 | 2号线        | 腓特烈斯贝站 开往：哥本哈根机场站 |

## 历史
本站在1986年12月13日至2000年1月1日间曾是哥本哈根市郊铁路所属的索尔比约站（丹麦语：Solbjerg Station），位于哥本哈根市郊铁路万勒瑟站和腓特烈斯贝站之间。因原哥本哈根市郊铁路车站与现在的地铁站位置接近而常常将两者视为承接关系。不过，原哥本哈根市郊铁路“索尔比约站”是地面车站，到了哥本哈根地铁时期的地铁站却是地下车站，因而哥本哈根地铁并未沿用原哥本哈根市郊铁路时期的车站设施。原哥本哈根市郊铁路时期的车站位于北雉鸡路西侧，哥本哈根地铁时期的地铁站位于北雉鸡路东侧。1998年6月20日，原哥本哈根市郊铁路所属的腓特烈斯贝站关闭后，索尔比约站成为了哥本哈根市郊铁路的一个终点站。2000年1月1日，哥本哈根市郊铁路所属的索尔比约站关闭。2003年10月12日，哥本哈根地铁索尔比约站启用。2006年9月25日，改名为现在的“雉鸡路站”。

## 外部連結
- 哥本哈根地铁丹麦文官网对雉鸡路站的介绍
- 哥本哈根地铁英文官网随雉鸡路站的介绍（互联网档案馆存档网页）